# ترانه‌های رادیویی (جدول موسیقی)
جدول ترانه‌های رادیویی (انگلیسی: Radio Songs) که پیش از این و تا سال ۲۰۱۴، ۱۰۰ ایرپلی داغ (انگلیسی: Hot 100 Airplay), و تا پیش از سال ۱۹۹۱ ناظر ۴۰ آهنگ برتر رادیویی (انگلیسی: Top 40 Radio Monitor) نام داشت، یک جدول موسیقی است که به‌صورت هفتگی توسط مجلهٔ بیلبورد منتشر می‌شود و میزان پخش ترانه‌هایی در تمام سبک‌های موسیقی را که در ایستگاه‌های رادیویی در سرتاسر ایالات متحده پخش می‌شوند، اندازه‌گیری می‌کند. میزان پخش ترانه‌ها، به‌همراه میزان فروش (هم فیزیکی و هم دیجیتال) و میزان پخش جاری، مؤلفه‌های ارزیابی جایگاه ترانه‌ها در این جدول را تشکیل می‌دهند که موقعیت ترانه‌ها در بیلبورد هات ۱۰۰ را تعیین می‌کنند.

## سوابق ترانه‌ها

### بالاترین جایگاه برای ترانهٔ نخست
شمارهٔ ۲
- مدونا – «اروتیکا» (۱۷ اکتبر ۱۹۹۲)[۳]

شمارهٔ ۴
- ماریا کری با همراهی تری لورنتس - «آنجا خواهم بود» (۳۰ مهٔ ۱۹۹۲)[۴]
- جنت جکسون - «عشق این‌جور است» (۱ مهٔ ۱۹۹۳)[۵]
- ادل - «به من سخت نگیر» (۳۰ اکتبر ۲۰۲۱)[۶]

شمارهٔ ۶
- لیدی گاگا - «این‌گونه زاده شده‌ام» (۲۶ فوریهٔ ۲۰۱۱)[۷]

شمارهٔ ۸
- ماریا کری - «فانتزی» (۹ سپتامبر ۱۹۹۵)[۸]

شمارهٔ ۹
- جنت جکسون - «همه برای تو» (۱۷ مارس ۲۰۰۱)[۹]

### بیشترین هفته‌ها در شمارهٔ یک
| هفته‌ها | هنرمند                     | ترانه                   | سال‌ها)    | منبع   |
| ------ | -------------------------- | ----------------------- | --------- | ------ |
| ۲۶     | د ویکند                    | «پرتوهای کورکننده»      | ۲۰۲۰      | [ ۱۰ ] |
| ۱۸     | گو گو دالز                 | «ایریس»                 | ۱۹۹۸      | [ ۱۱ ] |
| ۱۶     | نو داوت                    | «حرف نزن»               | ۱۹۹۶–۱۹۹۷ | [ ۱۱ ] |
| ۱۶     | ماریا کری                  | «ما مال همیم»           | ۲۰۰۵      | [ ۱۱ ] |
| ۱۶     | مارون ۵ با همراهی کاردی بی | «دخترایی مثل تو»        | ۲۰۱۸      | [ ۱۱ ] |
| ۱۵     | ادل                        | «به من سخت نگیر»        | ۲۰۲۱–۲۰۲۲ | [ ۱۱ ] |
| ۱۴     | سلین دیون                  | «برای اینکه عاشقم بودی» | ۱۹۹۶      | [ ۱۱ ] |
| ۱۴     | آلیشا کیز                  | «هیچ‌کس»                 | ۲۰۰۷–۲۰۰۸ | [ ۱۱ ] |
| ۱۴     | پنیک! ات د دیسکو           | «امید فراوان»           | ۲۰۱۸–۲۰۱۹ | [ ۱۱ ] |

## سوابق هنرمندان

### بیشترین ترانه‌های شماره‌یک پس از آغاز به کار جدول مبتنی بر بی‌دی‌اس در دسامبر ۱۹۹۰
| تعداد ترانه‌ها | هنرمند       | منبع   |
| ------------- | ------------ | ------ |
| ۱۳            | ریانا        | [ ۱۲ ] |
| ۱۱            | ماریا کری    | [ ۱۲ ] |
| ۹             | برونو مارس   | [ ۱۳ ] |
| ۷             | آشر          | [ ۱۲ ] |
| ۷             | کیتی پری     | [ ۱۲ ] |
| ۷             | مارون ۵      | [ ۱۲ ] |
| ۶             | لوداکریس     | [ ۱۴ ] |
| ۶             | کانیه وست    | [ ۱۴ ] |
| ۶             | تیلور سوئیفت | [ ۱۴ ] |
| ۶             | بیانسه       | [ ۱۴ ] |

### بیشترین هفته‌های تجمعی در شماره‌یک
| هفته‌ها | هنرمند     | منبع   |
| ------ | ---------- | ------ |
| ۹۱     | ماریا کری  | [ ۱۵ ] |
| ۷۲     | ریانا      | [ ۱۶ ] |
| ۶۰     | برونو مارس | [ ۱۷ ] |
| ۵۰     | آشر        | [ ۱۸ ] |
| ۵۰     | بویز ۲ من  | [ ۱۹ ] |
| ۴۹     | مارون ۵    | [ ۲۰ ] |
| ۴۰     | ادل        | [ ۲۱ ] |
| ۳۹     | د ویکند    | [ ۲۲ ] |
| ۳۷     | بیانسه     | [ ۲۳ ] |

### ترانه‌ها با بیشترین توالی حضور در شماره‌یک
- ۵ (برابر) – کیتی پری («دختران کالیفرنیا»، «رؤیای نوجوانی»، «آتش‌بازی»، «ئی.تی.»، «شب جمعه گذشته (تی‌جی‌آی‌اف)»)
- 5 (برابر) - ریانا («پسر بی‌تربیت»، «دروغ گفتنت را دوست دارم»، «تنها دختر (در دنیا)»، «نام من چیست؟»، «اس اند ام»)

منبع:

### بیشترین ترانه‌های راه‌یافته به ۱۰ ترانهٔ برتر
| تعداد ترانه‌ها | هنرمند        | منبع   |
| ------------- | ------------- | ------ |
| ۲۹            | ریانا         | [ ۲۵ ] |
| ۲۴            | دریک          | [ ۲۶ ] |
| ۲۳            | ماریا کری     | [ ۲۵ ] |
| ۲۱            | جاستین بیبر   | [ ۲۷ ] |
| ۲۰            | لیل وین       | [ ۲۵ ] |
| ۱۸            | بیانسه        | [ ۲۸ ] |
| ۱۸            | مارون ۵       | [ ۲۸ ] |
| ۱۸            | برونو مارس    | [ ۲۸ ] |
| ۱۷            | جی-زی         | [ ۲۵ ] |
| ۱۷            | لوداکریس      | [ ۲۵ ] |
| ۱۷            | پینک          | [ ۲۵ ] |
| ۱۷            | تی-پین        | [ ۲۵ ] |
| ۱۷            | آشر           | [ ۲۵ ] |
| ۱۷            | آریانا گرانده | [ ۲۹ ] |